# 八幡町高岡
八幡町高岡（はちまんちょう たかおか）は北海道石狩市にある地名。単に「高岡」とも称される。

## 地名の由来
八幡町
1871年（明治4年）に戸籍改めのため、漠然と「石狩」と呼ばれていた一帯に町名をつける必要が生じたので、制定された10町の内のひとつ。当時は町内に石狩八幡神社が所在していたことに由来する。
ただし八幡町成立の時点では、高岡の開拓はまだ始まっていない。
高岡
標高20メートルの高台地であることから名づけられたと思われる。

## 地理
厚田村と合併して拡大する前の、旧・石狩市域の北東部に位置し、東は当別町と接する。
高台部分は標高10 - 20メートルの平坦な地形で、西側の下段部分は北の知津狩川と南の聚富川に挟まれている。

## 歴史

### 入植以前
現在の石狩市中心部が海面下にあった縄文海進期にも、高岡は陸地であった。そのため発見される遺跡の年代は市内の他の場所よりも古く、約6000年前までさかのぼることができる。
しかし近代に至るまで、この地に村落が形成されることはなく、明治時代初期でもわずかに炭焼きが行われる程度だった。

### 明治18年の入植
1885年（明治18年）4月、山口県玖珂郡中津村からの20戸106人が、札幌県移民取扱手続により渡航費・農具費・種子費などの補助を得て、北海道への移住を図った。彼らは帆船「遠江丸」に乗船して小樽港を目指したが、約3週間にわたる船旅の中で新しく子供が生まれ、喜んだアメリカ人船長が「フネ」と名づけたという逸話がある。
移住者たちは初めから高岡に向かっていたわけではなく、行政に提出した渡航保護願に記載された目的地は「札幌県札幌区月寒村」となっていた。また古老の話では、小樽の人たちから「ここに留まるように」と何度も勧められたという。小樽を出た一行は軽川に着いたが耕作適地が見つからず、一部の者は札幌や広島、千歳まで見て回ったものの、成果は得られなかった。
そんな折に「石狩はサケやマス漁で大にぎわい」と聞いた一行は、自分たちも石狩に行ってみることにした。能量寺や漁師の井尻らの世話になり、蘇我信玄の斡旋を受けて知津狩川沿いに上流へ向かった一行は、やがて身を落ち着ける先を見出した。直ちに住居となる小屋を作り、木々を伐採して開墾も始めたが、翌年春の融雪期には河川の大氾濫に見舞われたため、ほとんどの人は驚いて高台に移ることとなった。
高岡の土地は肥沃であるため、当初の自給用に植えたソバ・ムギ・アワ・ヒエなどはいずれも無肥料でよく育った。ただ、高台では容易に井戸を掘り当てることができず、飲料水の確保には苦労することとなった。

### 明治時代後半
1889年（明治22年）、竹中與右衛門が水稲栽培を成功させ、石狩での米作に弾みをつけた。
1895年（明治28年）、山口県からの移民第2陣となる37戸165人が来道し、一部は望来方面に向かったものの、多くは高岡を中心に落ち着いた。
1900年（明治33年）には釜谷臼から兵庫県人の移住者25戸を迎え、さらに各地からも入植が相次いで、1904年（明治37年）ころには隣の五ノ沢と合わせると200戸規模の集落となっていた。

### 大正・昭和時代前半
明治が終わって大正、さらに昭和時代に入るころの高岡は、農業基盤も固まって活気にあふれていた。「高岡一心分団」と称する青年団は、基金の積み立てや植樹地の保有を行ったり、通信教育や夜学の活用で勉学に励むなど、精力的に活動した。また商店数が多くなったことから、地元の購買力が増していたことがうかがえる。
しかし1941年（昭和16年）に太平洋戦争が始まると、大勢の働き手が戦地へと駆り出され、田畑は荒れて生活が開拓期に逆戻りしたかのように困窮した。

### 昭和時代後半以降
高岡は農業が盛んな土地であったが、野菜栽培は長らく自家用の域を出なかった。しかし終戦前後の食糧難に際して野菜への関心が高まり、また大都市圏である札幌への出荷を見越して、ダイコンやニンジンなどの根菜類を中心に作付面積が増えた。
1970年（昭和45年）に始まった米の生産調整により、水田からの転作が求められるようになって以降、高岡産の野菜の重要性はさらに増していった。